# Redemptoristenkolleg Katzelsdorf

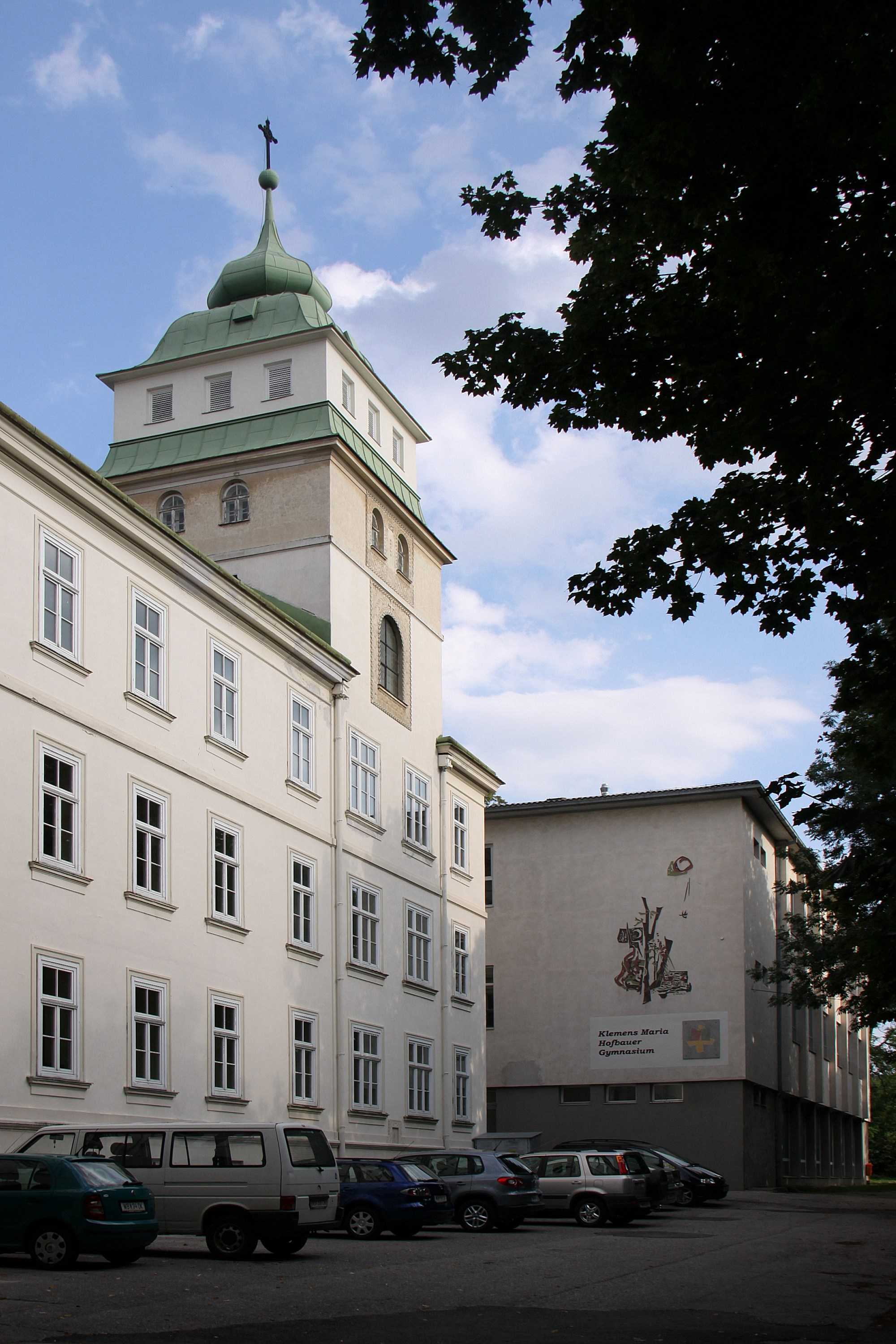
Kloster und Gymnasium (2011)

Das Kloster mit der Klosterkirche Maria von der immerwährenden Hilfe der Redemptoristen in der Gemeinde Katzelsdorf im Bezirk Wiener Neustadt-Land in Niederösterreich steht unter Denkmalschutz. Das Redemptoristenkolleg als Kommunität wurde am 31. August 2011 geschlossen. Das Klemens-Maria-Hofbauer-Gymnasium-Katzelsdorf wird von der Vereinigung von Ordensschulen Österreichs weitergeführt.

## Geschichte
1808 wurden die Redemptoristen mit Klemens Maria Hofbauer von Napoleon Bonaparte aus Warschau vertrieben und fanden in Wien Aufnahme. Im Todesjahr 1820 von Klemens Maria Hofbauer wurden die Redemptoristen von Kaiser Franz II. mit Dekret zugelassen. Im Jahre 1855 hielten zwei Redemptoristen ein Triduum Sacrum im Schloss Frohsdorf in Lanzenkirchen. In der Folge betrieb die Gräfin Maria Theresia Chambord die Ansiedlung der Redemptoristen im 1783 aufgelassenen Franziskanerkloster in Katzelsdorf. Mit 4. November 1856 erwarb Pater Ludwig Graf von Coudenhove das herabgekommene Kloster unter Wahrung des Eigentumsrechtes der Gräfin um 25.000 Gulden. Am 11. Jänner 1857 übernahmen die Redemptoristen das Gebäude und begannen mit Aufräumarbeiten und den nötigen Adaptierungen für ein kommendes Noviziatshaus. Anfangs wurde die Annakapelle und Alfonsuskapelle neu eingerichtet. Am 29. September 1857 wurde vom Provinzial Adam Mangold das Kloster und die Kapellen geweiht und bezogen. Der Novizenmeister Pater Hřebaczka übersiedelt mit seinen Novizen von Redemptoristenkolleg Puchheim nach Katzelsdorf und am 15. Februar 1858 werden die ersten Novizen eingekleidet. 1870 wurde das Noviziat nach Eggenburg verlegt. Ab 1871 wurde das Kloster als Missionshaus und Exerzitienhaus genutzt. Nach dem Tod der Gräfin Maria Theresia Chambord am 25. März 1886 wurde die Adaptierung des Klosters für ein Privatgymnasium mit Internat begonnen und Schüler aus dem Redemptoristenkolleg Leoben hierher verlegt und im Herbst 1887 mit dem Unterricht begonnen.